# Мигдон (бебрик)
Мигдон (др.-греч. Μύγδων) — персонаж древнегреческой мифологии. Царь бебриков из Вифинии. Сын Посейдона и вифинской нимфы. Брат Амика, убит Гераклом. Его называют убийцей Кизика.
Когда Геракл гнал коров Гериона, он остановился в доме Бебрика и обесчестил царскую дочь Пирену. Несчастная бежала в горы, где её растерзали дикие звери; в память о ней горы получили название Пиренеи.